# 小行星20491
小行星20491（20491 Ericstrege）是一颗绕太阳运转的小行星，为主小行星带小行星。该小行星于1999年7月16日发现。

## 轨道参数
小行星20491的轨道半长轴为2.3178232 UA，离心率为0.073。